# Przewoźnik (Gągolin)
Przewoźnik – część wsi Gągolin w Polsce, położona w województwie świętokrzyskim, w powiecie sandomierskim, w gminie Łoniów. Nie posiada sołtysa, należy do sołectwa Gągolin.
W latach 1975–1998 Przewoźnik administracyjnie należał do województwa tarnobrzeskiego.